# فارالو بومبيا
فارالو بومبيا هي كومونا (بلدية) في مقاطعة نوفارا في المنطقة الإيطالية بيدمونت (Piemonte) ، وتقع على بعد حوالي 100 كيلومتر (62 ميل) شمال شرق تورينو وحوالي 25 كيلومتر (16 ميل) شمال نوفارا . بحسب إحصاء 31 ديسمبر 2004 ، كان عدد سكان فارالو بومبيا 4598 نسمة ومساحتها 13.6 كيلومتر مربع (5.3 ميل2) .
تقع فارالو بومبيا على حدود البلديات التالية: بورجو تيتشينو و كاستيليتو سوبرا تيتشينو و ديفنيانو و بومبيا و سوما لومباردو .

## المدن التوأم - المدن الشقيقة
توأمت فارالو بومبيا مع:
- تيونفيل, فرنسا
- أتشانو, إيطاليا